# Carénage (bateau)
Pour les articles homonymes, voir Carénage.

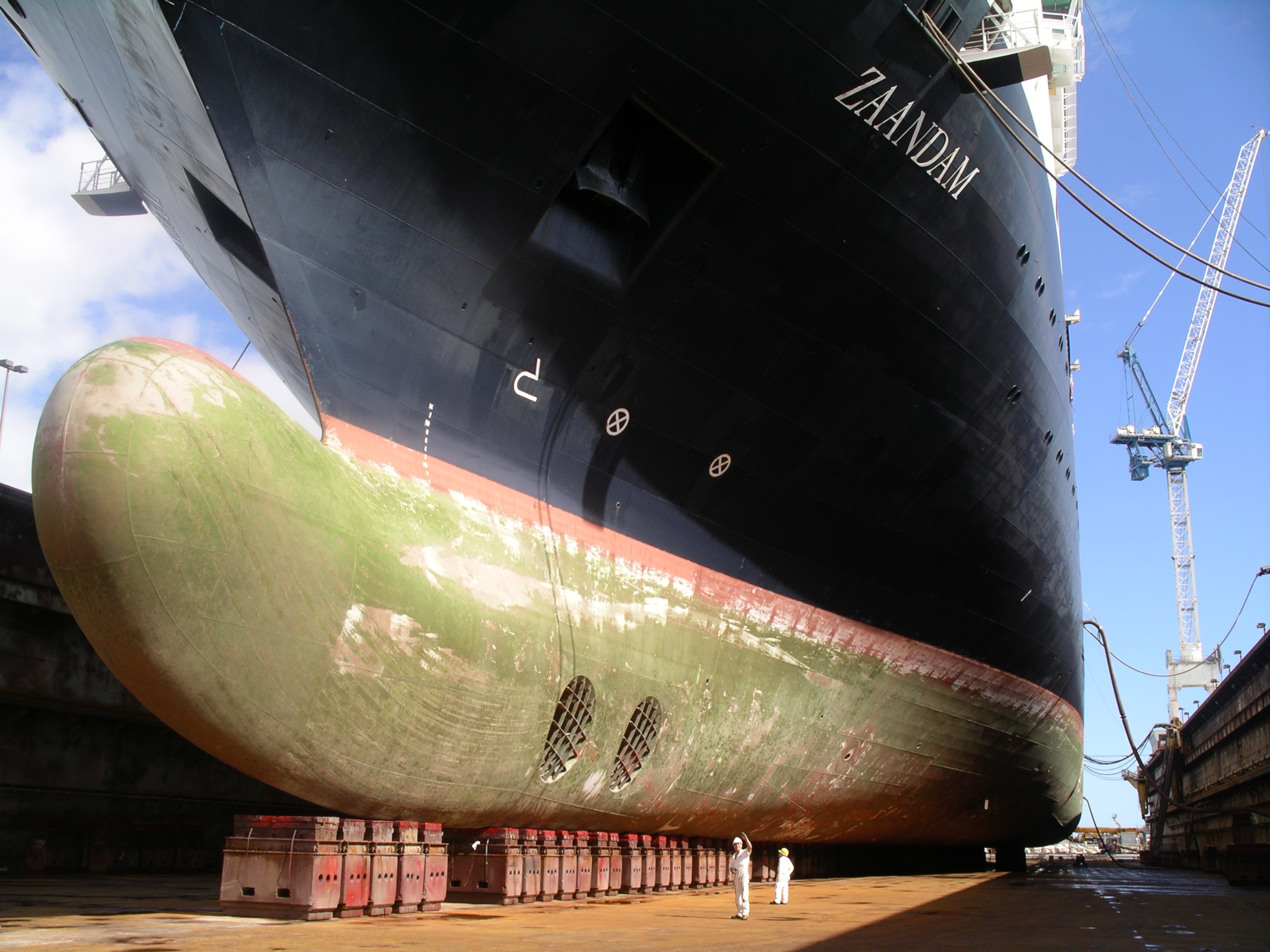
Un paquebot en cale sèche pour carénage montrant sous sa ligne de flottaison un film de couleur verte formé par les petits organismes marins qui s'y sont développés.

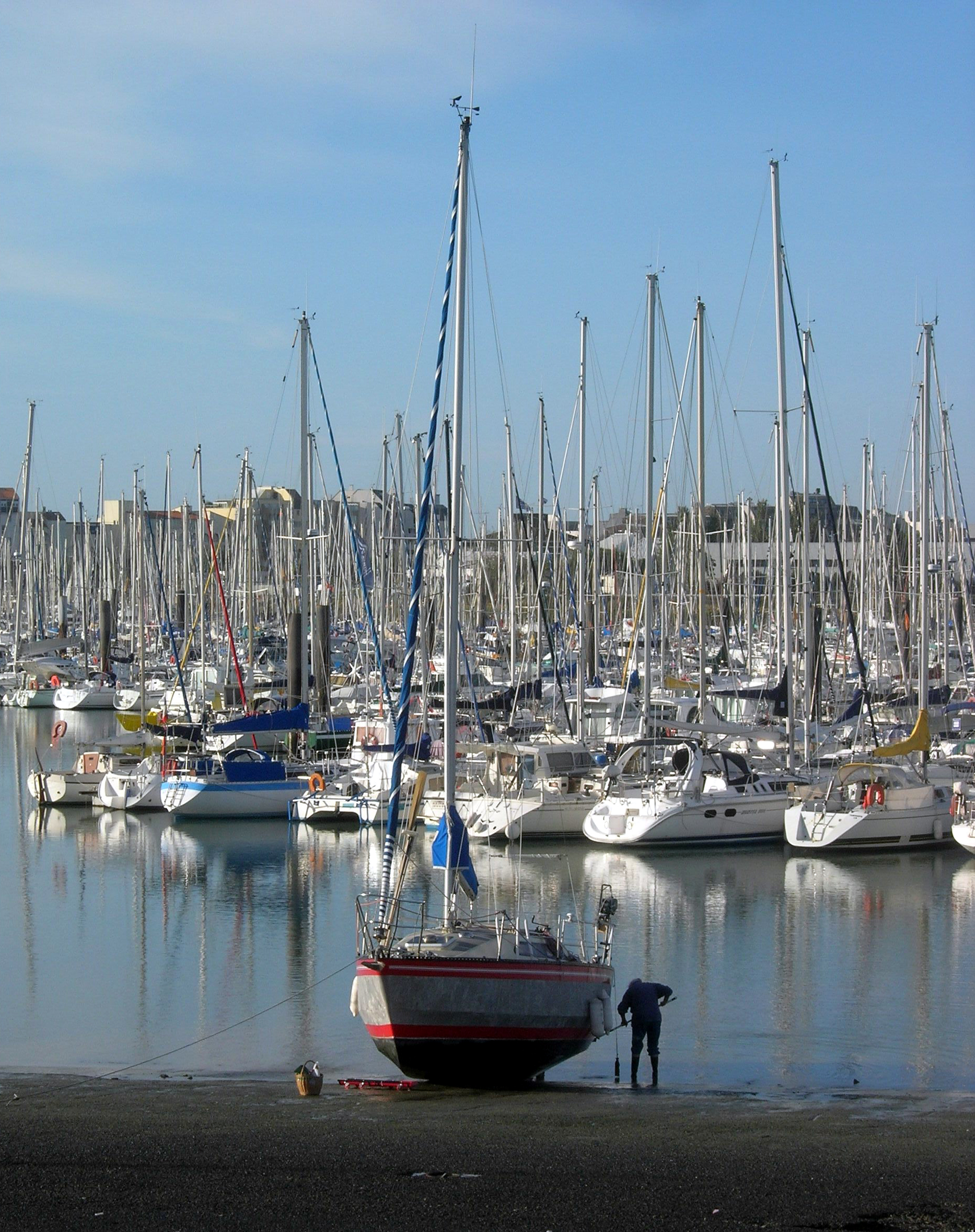
Bateau en cours de carénage sur une cale (opération désormais interdite par la réglementation européenne).

Le carénage ou radoub est la série d'opérations de révision périodique de la coque d'un navire en vue de lui redonner ses qualités nautiques (vitesse), ainsi que dans le cas d'une coque métallique de limiter la corrosion. Cela inclut le nettoyage de la coque sous la ligne de flottaison, généralement le décapage des restes d'antifouling et la remise en peinture.
Le terme provient de la carène : partie de la coque immergée. Par métonymie, le carénage désigne aussi le lieu d'un port ou d'une rade où l'on pratique cette opération : bassin de carénage, cale sèche ou forme de radoub.

## Déroulement
Le carénage peut être effectué après la mise à sec du bateau dans une forme de radoub (navires de grande taille) ; sur une aire de carénage (aire cimentée desservie par une grue et comportant des bers sur lesquels les navires reposent) ou, dans les mers soumises à l'action de la marée, à marée basse le long d'un quai ou soutenu par des béquilles si le bateau en dispose, ou par brossage à flot de la coque du bateau (nettoyage mécanique par brosse). L'abattage en carène désignait l’opération consistant à coucher le navire sur la mer.
Le carénage impose l'élimination des organismes marins qui se sont installés sur la coque ainsi que de l'antifouling apposé précédemment avant de passer une nouvelle couche d'antifouling. Le carénage peut être l'occasion de réparations mineures sous la ligne de flottaison. Les anodes en zinc qui protègent les parties métalliques du navire de la corrosion sont remplacées.
Dès que l'embarcation est sortie de l'eau, il faut passer immédiatement la coque au nettoyeur à haute pression sans attendre que la coque soit sèche. 
Si l'antifouling est attaqué, il faut le poncer. Cette opération est dangereuse pour l'environnement : c'est pourquoi il est interdit de le faire en dehors des aires prévues à cet effet (l'antifouling est une peinture contenant des éléments censés freiner l'accroche des organismes). Si le gelcoat est abîmé, il faut le réparer.
Plus on sort l'embarcation de l'eau souvent, plus les carénages pourront être espacés, car c'est l'immersion prolongée qui favorise l'installation des organismes, ainsi d'ailleurs que le phénomène d'osmose (d'où l'intérêt des ports à sec, des ports à échouage et des ports en eau douce, car les navires qui passent de l'eau douce à l'eau de mer subissent beaucoup moins le phénomène).

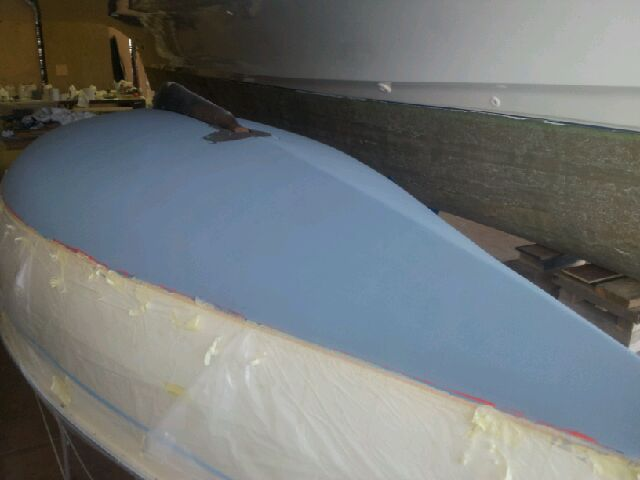
Pose d'un antifouling neuf sur un croiseur côtier.

Les bateaux participant à la course de l'America sont carénés quotidiennement car cela influe sur la vitesse : sortie de l'eau, nettoyeur à haute pression et ponçage léger avec un grain 1000.

## Réglementation
Le décapage de la coque et l'application de l'antifouling libèrent des produits nocifs pour la santé humaine et les organismes marins. Il est interdit de rejeter en mer tout type de déchet toxique, et donc notamment les écailles de peintures, grains et poussières issus du grattage, ponçage et lavage de l'ancienne couche d'antifouling. De même pour d'éventuels résidus ou chutes de la nouvelle peinture.
Le carénage à marée basse, pratique courante dans les mers à marée pour les petits navires, lorsqu'il inclut le nettoyage de la coque ou l'application d'une nouvelle couche d'antifouling, est désormais interdit.
En ce qui concerne les quillards qui ont besoin d'une grue pour sortir de l'eau, la réglementation a imposé au professionnel un équipement de traitement des eaux et poussières générées par le carénage.
En ce qui concerne tous les bateaux qui peuvent être mis à l'eau sans grutage, comme sur la photo, la réglementation impose de se déplacer dans un endroit où les eaux et poussières sont traitées, donc il est désormais interdit de le faire en dehors des aires prévues à cet effet.
Les opérations de carénage devraient toujours se faire sur des « cales » mises aux normes (« aires de carénage ou des cales de carénage, où les effluents sont récupérés et stockés dans des cuves avant un rejet des eaux dans le milieu »), mais il a été constaté, par exemple en Bretagne que « peu de cales et d’aires de carénage conformes aux normes environnementales sont disponibles dans le département. En effet, seulement 11 sites sont équipés de ce type d’infrastructure (fig. 5). Au contraire la pratique courante (et « traditionnelle ») consiste à effectuer le carénage sur le haut estran… ».
La grande majorité des propriétaires réalisent cette opération eux-mêmes à domicile.
La réglementation européenne impose aujourd'hui des dispositifs de collecte des déchets toxiques produits par cette opération et leur retraitement. C'est un des services que doivent offrir les ports de plaisance et les cales sèches. En l'absence de cales spécialisées, les déchets devraient être récupérés sur bâche et éliminés en tant que déchets toxiques.